# Schauspieler des Jahres
De titels Schauspieler des Jahres en Schauspielerin des Jahres (Nederlands: Acteur en Actrice van het Jaar) worden door het tijdschrift Theater heute toegekend aan acteurs in het Duitstalige theater. In een jaarlijkse enquête onder enkele tientallen theaterrecensenten bepaalt de redactie van het tijdschrift de kandidaten voor de titel op basis van de hoogtepunten van het voorgaande theaterseizoen. Mannen en vrouwen worden afzonderlijk beoordeeld; als acteurs en actrices gelijk worden gewaardeerd, wordt de titel meerdere keren toegekend.

## Titelhouders
- 1975: Hannelore Hoger en Libgart Schwarz
- 1976: Rosel Zech
- 1977: Dagmar Papula
- 1978: Charlotte Schwab
- 1979: Jürgen Prochnow en anderen.
- 1980: Peter Fitz, Katharina Thalbach en Sissy Höfferer
- 1981: Günter Lamprecht
- 1982: Michael Habeck
- 1983: Peter Fitz, Gert Voss en Barbara Sukowa
- 1984: Magdalena Ritter
- 1985: Josef Bierbichler (voor de titelrol in Gust van Herbert Achternbusch en Ilse Ritter)
- 1986: Ulrich Tukur
- 1987: Gert Voss
- 1988: Helmuth Lohner, Ulrich Wildgruber, Susanne Lothar en Jutta Lampe
- 1989: Libgart Schwarz
- 1990: Gert Voss, Jutta Lamp en Tana Schanzara
- 1991: Udo Samel en Norbert Schwientek
- 1992: Gert Voss, Ignaz Kirchner, Imogen Kogge en Almut Zilcher
- 1993: Jürgen Holtz en Kirsten Dene
- 1994: Henry Hübchen, Marion Breckwoldt, Marlen Diekhoff, Gundi Ellert, Ulrike Grote, Ilse Ritter en Anne Weber
- 1995: Martin Wuttke, Ortrud Beginnen, Hilke Ruthner en Ursula Höpfner
- 1996: Josef Bierbichler (voor de rol van Lopakhin in Tsjechovs Kirschgarten, geregisseerd door Peter Zadek en Corinna Kirchhoff)
- 1997: Corinna Harfouch
- 1998: Ignaz Kirchner, Gert Voss en Natali Seelig
- 1999: Otto Sander en Angela Winkler
- 2000: Thomas Thieme en Jutta Lamp
- 2001: Michael Maertens, Einar Schleef, Gert Voss, Bruno Ganz, Henry Hübchen, Ueli Jäggi en Judith Engel
- 2002: André Jung en Dagmar Manzel
- 2003: Martin Wuttke en Anne Tismer
- 2004: Thomas Dannemann en Sunnyi Melles
- 2005: Ulrich Matthes en Wiebke Puls
- 2006: Felix Goeser en Katharina Schüttler
- 2007: Joachim Meyerhoff en Judith Rosmair
- 2008: Jens Harzer, Ulrich Matthes en Constanze Becker
- 2009: Alexander Scheer en Birgit Minichmayr
- 2010: Fabian Hinrichs, Paul Herwig, Annette Paulmann, Sandra Hülser en Margit Bendokat
- 2011: Jens Harzer en Lina Beckmann
- 2012: Sebastian Rudolph en Sophie Rois
- 2013: Steven Scharf en Sandra Hülser
- 2014: Peter Kurth en Bibiana Beglau
- 2015: Samuel Finzi en Stefanie Reinsperger
- 2016: Edgar Selge en Caroline Peters
- 2017: Joachim Meyerhoff en Valery Tscheplanowa
- 2018: Benny Claessens en Caroline Peters
- 2019: Nils Kahnwald en Sandra Hülser
- 2020: Fabian Hinrichs en Sandra Hülser
- 2021: Benjamin Lillie en Maja Beckmann
- 2022: Lina Beckmann en Samouil Stoyanov
- 2023: Joachim Meyerhoff en Wiebke Mollenhauer